# Otto Kuner
Otto Kuner (* 13. Juni 1879 in Bad Rippoldsau; † 26. November 1953 in Offenburg) war ein deutscher Jurist und Politiker (BCSV, CDU).

## Leben
Kuner besuchte das Gymnasium und nahm im Anschluss ein Studium der Rechtswissenschaft an den Universitäten in Freiburg und Tübingen auf, das er 1905 mit dem Ersten Juristischen Staatsexamen abschloss. Er leistete von 1906 bis 1907 Militärdienst, absolvierte das Referendariat und bestand 1910 das Zweite Juristische Staatsexamen. Von 1914 bis 1918 nahm er als Soldat am Ersten Weltkrieg teil. Von 1919 bis 1930 war er als Notar in Krautheim und Adelsheim, ab 1930 dann in gleicher Funktion in Offenburg tätig.
Nach dem Zweiten Weltkrieg beteiligte sich Kuner an der Gründung der BCSV, aus der später der badische Landesverband der CDU hervorging. Von 1946 bis 1947 war er Vorsitzender des BCSV-Kreisverbandes Offenburg. Zwischen November 1946 und Mai 1947 gehörte er der Beratenden Landesversammlung des Landes Baden an.
Er war ab 1900 Mitglied der katholischen Studentenverbindung KDStV Hercynia Freiburg im Breisgau sowie zeitweise der AV Guestfalia Tübingen, KDStV Aenania München, VKDSt Rhenania Marburg und VKDSt Hasso-Rhenania Gießen, alle im CV.